# LNB Pro B 2023-24
La LNB Pro B 2023-2024 fue la 85.ª edición del segundo nivel más alto del campeonato francés de baloncesto, la trigésimo octava bajo la denominación “Pro B”. Los mejores equipos de la división avanzan a la Betclic Élite la temporada siguiente. La competición se desarrolló entre el 13 de octubre de 2023 y junio de 2024. El campeón fue el Stade rochelais, que logró el ascenso a la LNB Pro A.

## Equipos temporada 2023-24
| Equipo                      | Ciudad                     | Pabellón                                     | Capacidad |
| --------------------------- | -------------------------- | -------------------------------------------- | --------- |
| Aix Maurienne Savoie Basket | Aix-les-Bains              | Halle Marlioz                                | 1500      |
| Étoile Angers               | Angers                     | Salle Jean Bouin                             | 3700      |
| Antibes Sharks              | Antibes                    | Azur Arena Antibes                           | 5249      |
| Boulazac                    | Boulazac                   | Le Palio                                     | 5200      |
| ÉB Pau-Orthez               | Pau                        | Palais des sports de Pau                     | 7707      |
| Champagne Basket            | Châlons-en-Champagne Reims | Complexe René-Tys                            | 2800      |
| Denain Voltaire             | Denain                     | Salle Jean Degros                            | 2500      |
| ALM Évreux                  | Évreux                     | Salle Jean Fourré                            | 2500      |
| Alliance Sport Alsace       | Gries & Souffelweyersheim  | Espace Sport La Foret Salle des Sept Arpents | 1450 1500 |
| Lille Métropole             | Lille                      | Palais des Sports Saint-Sauveur              | 1835      |
| Hermine Nantes              | Nantes                     | La Trocardière                               | 4185      |
| Fos Provence Basket         | Fos-sur-Mer                | Halle des sports Parsemain                   | 1750      |
| Orléans Loiret              | Orleans                    | Palais des sports d'Orléans                  | 3222      |
| Stade rochelais             | La Rochelle                | Salle Gaston Neveur                          | 1994      |
| Saint-Chamond               | Saint-Chamond              | Halle André Boullohce                        | 1200      |
| Rouen Métropole             | Rouen                      | Palacio de los Deportes de Ruan              | 5789      |
| Poitiers Basket 86          | Poitiers                   | Salle omnisports Jean-Pierre-Garnier         | 2270      |
| Vichy-Clermont Métropole    | Clermont-Ferrand           | Clermont-Ferrand Sports Hall                 | 4534      |

1. ↑  Formado por la fusión de cinco clubes tras la temporada 2020–21: BC Gries Oberhoffen y BC Souffelweyersheim, que jugaron ambos la temporada 2020–21 de la Pro B, además del BC Nord Alsace, Weyersheim BB y el Walbourg-Eschbach Basket.

## Temporada regular

### Clasificación
|                                                                 | Equipo                | J  | G  | P  | PF   | PC   | DP   |
| --------------------------------------------------------------- | --------------------- | -- | -- | -- | ---- | ---- | ---- |
| 1                                                               | La Rochelle           | 34 | 27 | 7  | 2665 | 2392 | 273  |
| 2                                                               | Vichy                 | 34 | 25 | 9  | 2871 | 2658 | 213  |
| 3                                                               | Boulazac              | 34 | 22 | 12 | 2647 | 2528 | 119  |
| 4                                                               | Orléans               | 34 | 20 | 14 | 2793 | 2780 | 13   |
| 5                                                               | Rouen                 | 34 | 20 | 14 | 2799 | 2750 | 49   |
| 6                                                               | Champagne Basket      | 34 | 19 | 15 | 2750 | 2624 | 126  |
| 7                                                               | ÉB Pau-Orthez         | 34 | 18 | 16 | 2695 | 2658 | 37   |
| 8                                                               | Alliance Sport Alsace | 34 | 17 | 17 | 2686 | 2675 | 11   |
| 9                                                               | Antibes               | 34 | 17 | 17 | 2754 | 2781 | -27  |
| 10                                                              | Poitiers              | 34 | 16 | 18 | 2736 | 2774 | -38  |
| 11                                                              | Lille                 | 34 | 16 | 18 | 2563 | 2558 | 5    |
| 12                                                              | Saint-Chamond         | 34 | 15 | 19 | 2766 | 2799 | -33  |
| 13                                                              | Nantes                | 34 | 14 | 20 | 2769 | 2842 | -73  |
| 14                                                              | Aix Maurienne         | 34 | 14 | 20 | 2758 | 2887 | -129 |
| 15                                                              | Denain                | 34 | 13 | 21 | 2624 | 2741 | -117 |
| 16                                                              | Fos-sur-Mer           | 34 | 12 | 22 | 2647 | 2687 | -40  |
| 17                                                              | ALM Évreux            | 34 | 11 | 23 | 2682 | 2831 | -149 |
| 18                                                              | Angers                | 34 | 10 | 24 | 2680 | 2920 | -240 |
| Fuente: Ligue Nationale de Basket "B"; actualización automática |                       |    |    |    |      |      |      |

Criterios de clasificación: 1) puntos; 2) enfrentamientos directos; 3) Diferencia de puntos; 4) Puntos anotados.
Los ocho primeros clasificados clasifican a playoff y los dos últimos clasificados descienden a NM1.

## Play-offs
|  | Cuartos de final | Cuartos de final | Cuartos de final | Cuartos de final | Cuartos de final |    |                | Semifinales | Semifinales | Semifinales | Semifinales | Semifinales |  |   | Final       | Final | Final | Final | Final |  |
|  |                  |                  |                  |                  |                  |    |                |             |             |             |             |             |  |   |             |       |       |       |       |  |
|  |                  |                  |                  |                  |                  |    |                |             |             |             |             |             |  |   |             |       |       |       |       |  |
|  | 1                | La Rochelle      | 68               | 73               | 75               |    |                |             |             |             |             |             |  |   |             |       |       |       |       |  |
|  | 1                | La Rochelle      | 68               | 73               | 75               |    |                |             |             |             |             |             |  |   |             |       |       |       |       |  |
|  | 8                | Gries-Souffel    | 54               | 80               | 54               |    |                |             |             |             |             |             |  |   |             |       |       |       |       |  |
|  | 8                | Gries-Souffel    | 54               | 80               | 54               |    | 1              | La Rochelle | 73          | 70          |             |             |  |   |             |       |       |       |       |  |
|  |                  |                  |                  |                  |                  |    | 1              | La Rochelle | 73          | 70          |             |             |  |   |             |       |       |       |       |  |
|  |                  |                  | 5                | Rouen Métropole  | 70               | 61 |                |             |             |             |             |             |  |   |             |       |       |       |       |  |
|  | 4                | Orléans Loiret   | 5                | Rouen Métropole  | 70               | 61 | 82             | 76          | 82          |             |             |             |  |   |             |       |       |       |       |  |
|  | 4                | Orléans Loiret   |                  |                  |                  |    |                |             |             |             |             |             |  |   |             |       |       |       |       |  |
|  | 5                | Rouen Métropole  | 77               | 84               | 101              |    |                |             |             |             |             |             |  |   |             |       |       |       |       |  |
|  | 5                | Rouen Métropole  | 77               | 84               | 101              |    |                |             |             |             |             |             |  | 1 | La Rochelle | 67    | 72    |       |       |  |
|  |                  |                  |                  |                  |                  |    |                |             |             |             |             |             |  | 1 | La Rochelle | 67    | 72    |       |       |  |
|  |                  |                  | 3                | Boulazac         | 49               | 67 |                |             |             |             |             |             |  |   |             |       |       |       |       |  |
|  | 2                | Vichy-Clermont   | 3                | Boulazac         | 49               | 67 | 85             | 73          |             |             |             |             |  |   |             |       |       |       |       |  |
|  | 2                | Vichy-Clermont   |                  |                  |                  |    |                |             |             |             |             |             |  |   |             |       |       |       |       |  |
|  | 7                | ÉB Pau-Orthez    | 71               | 72               |                  |    |                |             |             |             |             |             |  |   |             |       |       |       |       |  |
|  | 7                | ÉB Pau-Orthez    | 71               | 72               |                  | 2  | Vichy-Clermont | 91          | 60          | 82          |             |             |  |   |             |       |       |       |       |  |
|  |                  |                  |                  |                  |                  | 2  | Vichy-Clermont | 91          | 60          | 82          |             |             |  |   |             |       |       |       |       |  |
|  |                  |                  | 3                | Boulazac         | 74               | 90 | 86             |             |             |             |             |             |  |   |             |       |       |       |       |  |
|  | 3                | Boulazac         | 3                | Boulazac         | 74               | 90 | 86             | 70          | 69          |             |             |             |  |   |             |       |       |       |       |  |
|  | 3                | Boulazac         |                  |                  |                  |    |                |             |             |             |             |             |  |   |             |       |       |       |       |  |
|  | 6                | Champagne Basket | 59               | 67               |                  |    |                |             |             |             |             |             |  |   |             |       |       |       |       |  |
|  | 6                | Champagne Basket | 59               | 67               |                  |    |                |             |             |             |             |             |  |   |             |       |       |       |       |  |
|  |                  |                  |                  |                  |                  |    |                |             |             |             |             |             |  |   |             |       |       |       |       |  |